# Ürömhegy
Ürömhegy Budapest egyik városrésze a III. kerületben. A városrész a nevét a 195 m magas Üröm-hegyről kapta, 2012-ben szűnt meg.

## Fekvése
Határai: Budapest határa a Bécsi úttól a 21891. hrsz. telekig – Budapest 1949. december 31-i határa (a 119. és 127. határkövek között) – Saroglya utca – Saroglya köz – Kilátó utca – Naszád utca – Óvár utca – Aranyvölgy utca – Bécsi út Budapest határáig. 

## Története
A városrészt 2012. december 12-én Aranyhegy-Ürömhegy-Péterhegy néven egyesítették Aranyheggyel és a Péter-hegy körüli részekkel.